# Jānis Jansons
Jānis Jansons (Limbaži, 25 maggio 1990) è un bobbista lettone.

## Biografia
Compete dal 2014 come frenatore per la squadra nazionale lettone. Debuttò in Coppa Europa nel novembre 2014 disputando la prima annata negli equipaggi condotti dai piloti Matīss Miknis e Uģis Žaļims e dal 2015/16 iniziò a gareggiare con Oskars Ķibermanis.
Esordì in Coppa del Mondo nella stagione 2015/16, il 29 novembre 2015 ad Altenberg dove terminò la gara al 13º posto nel bob a quattro con Uģis Žaļims alla guida. Ottenne il suo primo podio nonché la sua prima vittoria il 22 gennaio 2017 a Sankt Moritz nel bob a quattro con Oskars Ķibermanis, Matīss Miknis e Raivis Zīrups.
Prese parte a due edizioni dei campionati mondiali piazzandosi al decimo posto nel bob a quattro sia a Igls 2016 che a Schönau am Königssee 2017. Agli europei ha invece totalizzato quali migliori risultati il quinto posto nel bob a due ottenuto a Winterberg 2017 e il sesto nella gara a quattro a Sankt Moritz 2016 sempre con Ķibermanis a condurre le slitte.

## Palmarès

### Coppa del Mondo
- 3 podi (tutti nel bob a quattro):
  - 1 vittoria
  - 2 terzi posti.

#### Coppa del Mondo - vittorie
| Data            | Luogo        | Paese    | Disciplina                                                              |
| --------------- | ------------ | -------- | ----------------------------------------------------------------------- |
| 22 gennaio 2017 | Sankt Moritz | Svizzera | a quattro con Oskars Ķibermanis (pilota), Matīss Miknis e Raivis Zīrups |

### Coppa Europa
- 4 podi (2 nel bob a due e 2 nel bob a quattro):
  - 1 vittoria (nel bob a due);
  - 1 secondo posto (nel bob a quattro);
  - 2 terzi posti (1 nel bob a due e 1 nel bob a quattro).